# Juan Beckensloer
Juan Beckensloer (en húngaro: Beckensloer János) o Juan Beckenschlager en alemán: Johann Beckenschlager, también Beckensloer, Peckensloer o Pflüger) (1427-Salzburgo, 15 de diciembre de 1489) cuadragésimo sexto arzobispo de Esztergom (1474–1479) y diplomata.

## Biografía
Juan Beckensloer nació en una familia alemana de la ciudad de Breslavia, como hijo de un fabricante de ruedas de carreta. A través de su hermano llegó al reino húngaro a temprana edad y junto a Juan Vitéz y Janus Pannonius tomó parte en la empresa de ganar el apoyo de los aristócratas húngaros en 1458 para que escogiesen como rey al joven Matías Corvino, hijo del antiguo regente del reino Juan Hunyadi. El joven húngaro fue elegido rey, sin embargo en 1459 cambió de partido y decidió servir al emperador germánico Federico III de Habsburgo, pronto volviéndose en persona de su confianza y dirigiendo la defensa de Viena, así como el ataque a los castillos húngaros de Pápa y Ugod. Las relaciones entre el emperador germánico y el joven rey Matías eran tensas, y más aún porque la Santa Corona Húngara se hallaba en poder de Federico III.
Pronto Beckensloer se sometió al rey Matías, y en 1461 recibió bienes eclesiásticos de él. En 1464 Matías recuperó la Santa Corona y fue oficialmente efectuada la ceremonia de coronación, pudiendo finalmente disponer de los poderes reales húngaros a toda cabalidad, incluyendo el nombramiento de obispos y arzobispos. Entre 1464 y 1465, Beckensloer fue prespósito de Pécs y abad de Pécsvárad, siendo nombrado en 1465 obispo de Várad, silla que ocupó hasta 1468. Ese mismo año tomó parte de la campaña militar contra Moldavia, acercándose cada vez más al rey húngaro, siendo nombrado obispo de Eger (1468-1474).
En 1471 se produjo una conspiración en contra del rey Matías: su propio tutor y maestro, Juan Vitéz, el arzobispo de Estrigonia estaba involucrado, y tenía como plan sustituir al rey por el joven príncipe polaco San Casimiro de Jagellón. Beckensloer, como gran consejero de Matías, pronto junto a los canónigos de Estrigonia descubrió la conspiración e informó de inmediato al rey, quien regresó de su campaña militar de Bohemia, arrestando a Juan Vitéz y poniéndolo bajo la supervisión del propio Beckensloer. El 9 de agosto de 1472 murió en cautiverio el arzobispo, y Beckensloer continuó administrando la arquidiócesis, hasta que en 1474 fue nombrado canciller húngaro, y arzobispo de Estrigonia.
Cuando Matías comenzó a desfavorecer a Beckensloer, simpatizando más con Gabriel de Verona, en 1476 Juan Beckensloer abandonó el reino con la excusa de una peregrinación a Aquisgrán, escapándose en realidad a la corte del emperador Federico III, llevándose consigo documentos y piezas de gran valor del tesoro de Estrigonia. Por la enorme suma hurtada, el emperador le prestó 47.000 florines de oro y pasó a formar parte de su círculo interno de consejeros. Como asesor todopoderoso de Federico, fue Beckensloer el que fraguó la alianza de los Habsburgos con los Jagellón polacos, en contra del rey Matías Corvino, pues Vladislao Jagellón había conseguido el trono de Bohemia en 1471, y estaba dispuesto a subir al trono húngaro, pues su madre era Isabel de Habsburgo de Hungría, hija de Alberto de Hungría, hermana de Ladislao V de Hungría y nieta de Segismundo de Hungría.
En 1480, Matías nombró oficialmente a su muy joven sobrino Juan de Aragón como arzobispo de Estrigonia, perdiendo así Beckensloer cualquier tipo de vínculo con la silla de la arquidiócesis húngara. 
Murió como arzobispo de Salzburgo el 15 de diciembre de 1489.